# 11964 Prigogine
11964 Prigogine eller 1994 PY17 är en asteroid i huvudbältet som upptäcktes den 10 augusti 1994 av den belgiske astronomen Eric W. Elst vid La Silla-observatoriet. Den är uppkallad efter nobelpristagaren Ilya Prigogine.